# Accias

Ciudad griega de Nicópolis de Epiro, donde tuvieron lugar las Accias.

La antigua Nicópolis con la situación de sus principales monumentos.

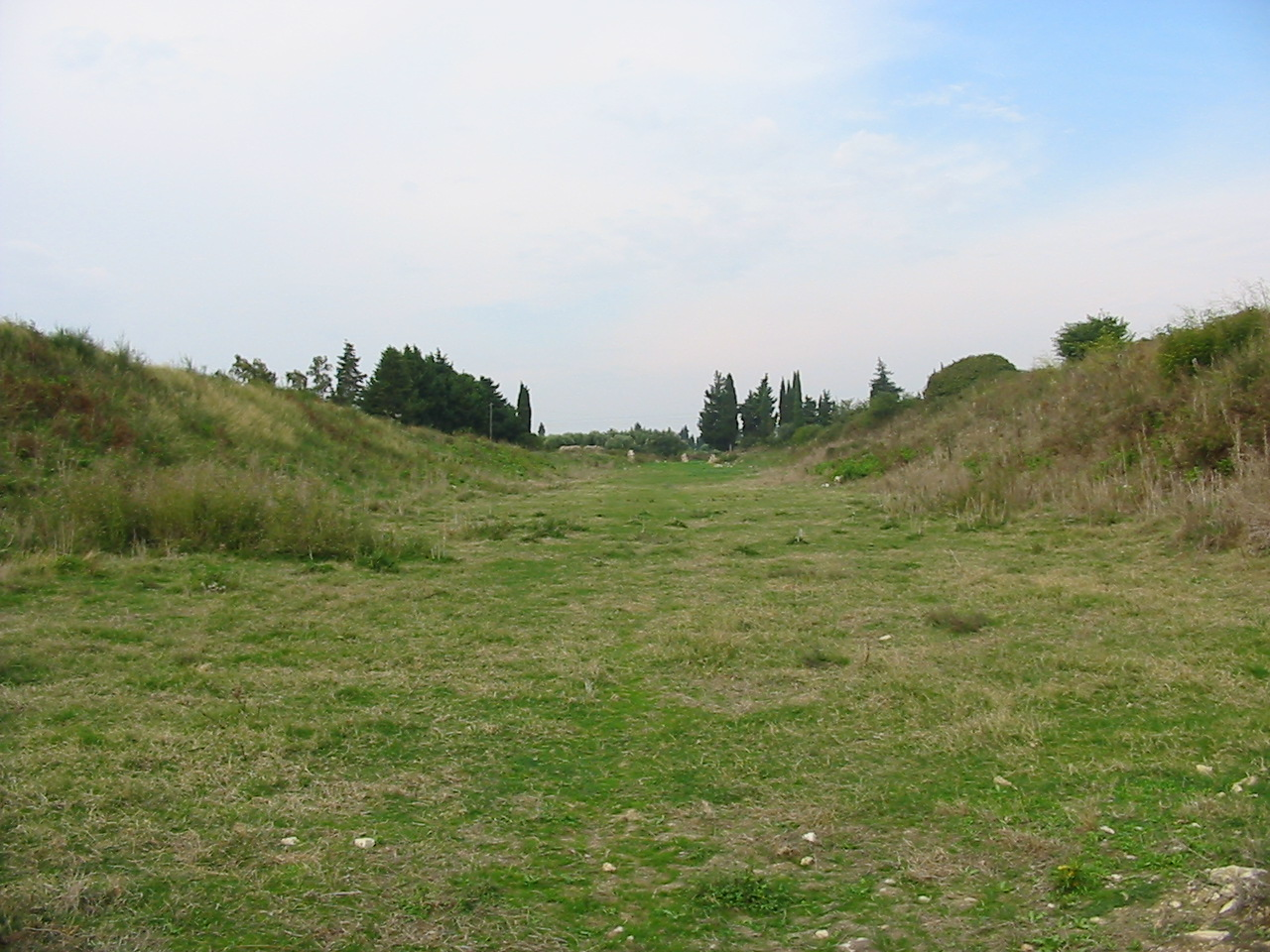
Restos del estadio de Nicópolis.

Las Accias o Actias (en griego antiguo τὰ Ἄκτια/tà Áktia) fueron unas fiestas celebradas en honor de Apolo, que se celebraban en Nicópolis, la "ciudad de la victoria" en Epiro, en la costa occidental de la Antigua Grecia donde se competía en lucha libre, concursos musicales, carreras de caballos y batallas navales. Fueron restablecidas por Augusto, en conmemoración de su victoria sobre Marco Antonio y Cleopatra en la batalla de Accio en el 31 a. C. Serían probablemente el renacimiento de las antiguas fiestas celebradas en el templo de Apolo en Accio, que son mencionadas por Tucídides,  y Estrabón, y que serían ampliadas por Augusto. 

## Juegos
Estos juegos griegos instituidos por Augusto en el año 27, se modelaron al estilo de los Juegos Olímpicos. Se celebraban cada cuatro años (πενταετηρίς, ludi quinquennales) y a los vencedores se les distinguía con una simple corona de laurel o de junco. Recibieron el título de un agón sagrado y también fueron llamados a veces "olímpicos" por su imitación sobre los originales celebrados en Olimpia.
Para engrandecer su nueva ciudad fundada por él, Augusto construye en Nicópolis un estadio, un gimnasio, un teatro, un hipódromo y unas termas. Bajo su patronazgo imperial organiza una de las manifestaciones agonísticas más prestigiosas, apareciendo entre el palmarés de los atletas junto a otras competiciones de la época, como los juegos olímpicos, píticos, nemeos o ístmicos y confiando su organización a los lacedemonios para recompensarlos de ser los únicos griegos que le ayudaros en su lucha contra Marco Antonio.
La organización de las Accias está atestiguada al menos hasta 241-242, por una inscripción del museo de Ioánina. El emperador Juliano hizo un intento de reactivarlas en 362 como parte de su política de restauración pagana, pero su muerte al año siguiente abortó sus planes.
Las competiciones incluían pruebas para tres categorías de edades, niños, adolescentes y adultos, en áreas tan diversas como competiciones gimnásticas (carreras, lucha, lanzamiento), literarias (recitación), musicales (cítara) o carreras de caballos. También se representaban, aunque más raramente, batallas navales (ploion hamilla), en conmemoración del contexto específico de la fundación de Nicópolis, por la victoria en la batalla del 31 a. C. y que se encuentra representada en algunas monedas de la ciudad.
Las competiciones tenían lugar en el témenos de Apolo situado en el proasteion (bosque sagrado) suburbio al norte de Nicópolis, entre la ciudad y el santuario establecido por Octavio en el lugar de su campamento. Este témenos de hecho incluía, además del bosque sagrado, imponentes edificios:
- El estadio (en el plano, n° 26), construido poco después de la fundación de la ciudad, podría haber tenido una capacidad de 10000 espectadores y contenía dos extremos semicirculares (sphendones), típicos del tipo anfiteatro que estaba en uso durante los primeros 200 años del principado. Los estadios de la antigua Laodicea (cerca de Pamukkale, Turquía) y Afrodisias (Turquía) tienen una arquitectura similar. El lado norte fue construido en la ladera de una colina, mientras que se utilizaron depósitos artificiales para los otros lados. Las paredes estaban hechas de un núcleo de escombros entre ladrillos. En el lado oeste existían tres entradas absidales, la central más grande que las otras, que conducían al gymnasion, (en el plano, n° 25). En el sphendone sur había habitaciones residenciales e instalaciones para atletas y espectadores (posadas, tiendas, alojamientos, etc.). Las entradas en el sphendone del este llevaban al cercano teatro.

- El teatro (en el plano, n° 27), utilizado para las competiciones de poetas, sofistas, actores de comedia y tragedia, músicos que tocan la cítara o la flauta, pantomimas, heraldos, estando todas estas categorías atestiguadas en las listas epigráficas encontradas de los ganadores.

- El hipódromo, indispensable para las carreras de caballos, no ha sido localizado con precisión, pero debía encontrarse en la llanura hacia el oeste, entre el proasteion y el mar, o entre el estadio y las termas (en el plano, nº 24).